# Station Louette-Saint-Denis
Station Louette-Saint-Denis is een voormalige spoorweghalte langs spoorlijn 166 (Dinant-Bertrix) in Louette-Saint-Denis, een deelgemeente van de gemeente Gedinne.

## Aantal instappende reizigers
De grafiek en tabel geven het gemiddeld aantal instappende reizigers weer op een week-, zater- en zondag.
| Tabel: aantal instappende reizigers station Louette-Saint-Denis | Tabel: aantal instappende reizigers station Louette-Saint-Denis | Tabel: aantal instappende reizigers station Louette-Saint-Denis | Tabel: aantal instappende reizigers station Louette-Saint-Denis |
|                                                                 | Weekdag                                                         | Zaterdag                                                        | Zondag                                                          |
| --------------------------------------------------------------- | --------------------------------------------------------------- | --------------------------------------------------------------- | --------------------------------------------------------------- |
| 1977                                                            | 14                                                              | 3                                                               | 1                                                               |
| 1978                                                            | 15                                                              | 7                                                               | 7                                                               |
| 1979                                                            | 9                                                               | 4                                                               | 5                                                               |
| 1980                                                            | 11                                                              | 1                                                               | 3                                                               |
| 1981                                                            | 26                                                              | 1                                                               | 1                                                               |
| 1982                                                            | 3                                                               | 1                                                               | 1                                                               |
| 1983                                                            | 3                                                               | 0                                                               | 0                                                               |

2,2: Anseremme ·
4,7: Walzin ·
7,2: Gendron-Celles ·
10,4: Château d'Ardenne ·
12,2: Houyet ·
17,5: Wiesme ·
22,2: Beauraing ·
25,0: Martouzin ·
27,2: Pondrôme ·
31,3: Thanville ·
35,3: Vonêche ·
37,0: Gedinne ·
45,4: Louette-Saint-Denis ·
49,3: Bièvre ·
51,6: Graide ·
55,2: Carlsbourg ·
56,3: Merny ·
58,2: Paliseul ·
60,3: Nollevaux ·
61,5: Offagne ·
65,2: Glaumont ·
68,3: Burhaimont ·
70,2: Bertrix